# Nicolás Abumohor
Nicolás Abumohor Touma (c. 1919-Santiago, 21 de septiembre de 2013) fue un empresario y dirigente de fútbol chileno de origen palestino.

## Biografía
Era hijo de inmigrantes palestinos: Zacarías Abumohor, comerciante textil, y de María Touma, que habían llegado a Valparaíso a comienzos del siglo XX. Hermano de Carlos y René, también empresarios.
Su hijo Ricardo Abumohor fue propietario del Club Deportivo O'Higgins.

## Vida pública
Fue presidente del Club Deportivo Palestino entre 1960 y 1965, y se desempeñó como tesorero del comité organizador de la Copa Mundial de Fútbol de 1962. Fue elegido presidente de la entonces llamada Asociación Central de Fútbol de Chile (actual Asociación Nacional de Fútbol Profesional, ANFP) entre 1969 y 1972. Fue miembro del Comité Organizador de las copas mundiales de la FIFA, organismo que en 2008 lo condecoraría con la Medalla de Honor al Mérito Deportivo en reconocimiento a su trayectoria dirigencial.
También desarrolló una carrera empresarial, participando en diversas empresas y organizaciones, entre ellas, compartió algunos de sus negocios con su hermano Carlos en el holding San Nicolás, del cual al momento de su muerte era presidente, y en la Sociedad de Fomento Fabril (SOFOFA), donde fue miembro honorario del Directorio.